# أميبا جلدية
الأميبا الجلدية تشير إلى شكل من أشكال داء الأميبات يظهر في الجلد في المقام الأول.
يمكن أن تكون بسبب الشوكميبة أو متحولة حالة للنسج. حين تكون مصحوبة بالشوكميبة، تعرف كذلك باسم "شوكميبة جلدية"".
Balamuthia mandrillaris (أحد أعضاء الأميبيات الوسطية) تستطيع كذلك أن تسبب الأميبا الجلدية، لكنها مميتة إذا ما وصلت إلى تيار الدم 

## الأعراض
الشكوى الرئيسية في حالات الأميبا الجلدية هي قرح مؤلمة، تبدأ في شكل انتفاخ قبل أن ينفجر، تنمو القرحة بسرعة كبيرة.

## العلاج
يستهدف العلاج القضاء على الأميبا ومنع حدوث أي مضاعفات ويشمل:
- ميترونيدازول
- سيفترياكسون